# Bakerloo line
A Bakerloo vonal a londoni metróhálózat egyik legrövidebb útvonalú tagja. Teljes hálózata 23,2 km, amelyen összesen 25 állomás található, amelyből 15 a föld alatt helyezkedik el. Felmérések alapján a hetedik legforgalmasabb metróvonal a tizenegyből. A vonalon 1972-ben gyártott, 7 kocsiból álló szerelvények közlekednek.
A (metró)térképek barna színnel jelölik.

## Történelem
A vonalat az Underground Electric Railways Company of London Limited nevet viselő cég kezdte építeni, majd 1906. március 10-én át is adták a forgalomnak, az akkor még Bakerloo Street & Waterloo Railway nevet viselő vonalat. 1904-ben már csak a mai, Bakerloo néven üzemelt, miután az építtető cég csődöt jelentett.
1913-tól a vonal a mai Jubilee vonalán a Baker Street és a Paddington között is közlekedett, de a Jubilee megnyitását követően már csak az eredeti útvonalán.
Az 1930-as évek közepén a Metropolitan kezdett túlzsúfolttá válni, ezért a Bakerloo a Baker Street és a Finchley Park között is közlekedett, tehermentesítés miatt. Ezzel együtt új alagutakat fúrtak, új vágányokat és peronokat építettek ki a zsúfoltsága csökkentése érdekében. 1939. november 20-án a Bakerloo már elért egészen Stanmore állomásig, ami az akkori Metropolitan végállomása volt, de a fejlesztési munkálatok miatt ma már a Jubilee vonalé.
1979. május 1-je óta közlekedik a ma is ismert vonalon.
1917 óta villamos áramot használó szerelvények közlekednek a vonalon.

## Kilátások a jövőre
A jelenlegi tervek alapján legkésőbb 2026-ig szeretnék kiváltani a Queens Park - Watford Junction vasútvonalat a Bakerloo meghosszabbításával. Ezen az útvonalon a vasút mellett az Overground is közlekedik, de akkorra már csak a Bakerloot szeretnék ott üzemeltetni.

## Állomáslista
| Állomás             | Átszállás (Tube)  |
| ------------------- | ----------------- |
| Harrow & Wealdstone | , National Rail   |
| Kenton              |                   |
| South Kenton        |                   |
| North Wembley       |                   |
| Wembley Central     | , National Rail   |
| Stonebridge Park    |                   |
| Harlesden           |                   |
| Willesden Junction  |                   |
| Kensal Green        |                   |
| Queen’s Park        |                   |
| Kilburn Park        |                   |
| Maida Vale          |                   |
| Warwick Avenue      |                   |
| Paddington          | , , National Rail |
| Edgware Road        | National Rail     |
| Marylebone          |                   |
| Baker Street        | ,                 |
| Regent’s Park       |                   |
| Oxford Circus       | ,                 |
| Piccadilly Circus   |                   |
| Charing Cross       |                   |
| Embankment          | ,                 |
| Waterloo            | , , National Rail |
| Lambeth North       |                   |
| Elephant & Castle   |                   |

## Menetrend
| Bakerloo                         | Hétköznap | Hétköznap | Szombat | Szombat | Vasárnap | Vasárnap |
| -------------------------------- | --------- | --------- | ------- | ------- | -------- | -------- |
|                                  | első      | utolsó    | első    | utolsó  | első     | utolsó   |
| Észak (Harrow & Wealdstone) felé | 05:37     | 00:23     | 05:37   | 00:23   | 07:16    | 23:37    |
| Dél (Elephant & Castle) felé     | 05:29     | 00:31     | 05:29   | 00:31   | 07:23    | 00:13    |

Csúcsidőben betétjáratok közlekednek Elephant & Castle és Queen's Park között.
Az átlagos (csúcsidőn kívüli) menetidő mindkét irányban 48-49 perc.
- Menetrend Elephant & Castle felé
- Menetrend Harrow & Wealdstone felé

## Lásd még
- Londoni metró
- London tömegközlekedése
- Oyster-kártya